# 1971 ve filmu

## Události
- Společnosti 20th Century Fox a Metro-Goldwyn-Mayer (MGM) oznámily, že se nebudou fúzovat. Obě společnosti totiž bojovaly koncem šedesátých let s těžkými ztrátami. Společnost MGM začala na podzim roku 1970 dokonce prodávat pozemky, kulisy a kostýmy.
- Dne 15. dubna 1971 herec George C. Scott vyvolal skandál. Odmítl totiž přijmout Oscara za nejlepší herecký výkon ve filmu Generál Patton.
- Peter Ariel, Hark Bohm, Uwe Brandner, Michael Fengler, Veith von Furstenberg, Florian Furtwangler, Hans Werner Geissendorfen, Peter Lilienthal, Hans Noever, Thomas Schamoni, Laurenz Straub, Volker Vogeler a Wim Wenders založili Filmverlag der Autoren. Sami řídili výrobu a distribuci svých filmů, protože distribuční firmy o „nový německý film“ neměly zájem.
- Filmový festival v Cannes oslavil pětadvacáté výročí svého trvání. Poprvé se zde proto udělovaly dvě zvlaštní ceny.
- William Gosset vystřídal ve správní radě společnosti 20th Century Fox dosavadního prezidenta Richarda D. Zanucka. Téměř 40% akcionářů vyslovilo Zanuckovi, který byl koncem roku 1970 propuštěn, nedůvěru. Důvody byly vysoký deficit (Zanuck se zmínil o sumě 65 miliónů za rok 1970), jakož i obava, že studio díky filmům, jako jsou např. Blumen ohne Duft, Beyond the Valley of the Dolls známého autora sex-filmů Russe Meyera, mohlo utrpět na vážnosti.
- Po předchozím přerušení Berlinale organizovali Přátelé německé kinematografie novou soutěž - 1. mezinárodní fórum mezinárodního filmu.
- Richard D. Zanuck, bývalý prezident společnosti 20th Century Fox, a David Brown, bývalý viceprezident, žalovali filmovou společnost pro neoprávněné propuštění. Žádali 7,7 miliónů dolarů odškodného.
- Přes mohutné protesty majitelů komerčních kin se ve Frankfurtu otevřel první komunální biograf. Na programu byl retrospektivní série filmů s Busterem Keatonem.

## Nejvýdělečnější filmy roku
| Pořadí | Název                    | Země | Tržba (v dolarech) |
| ------ | ------------------------ | ---- | ------------------ |
| 1.     | Šumař na střeše          | USA  | 38 261 000         |
| 2.     | Francouzská spojka       | USA  | 32 500 000         |
| 3.     | Léto roku 1942           | USA  | 26 315 000         |
| 4.     | Diamanty jsou věčné      | USA  | 20 500 000         |
| 5.     | Drsný Harry              | USA  | 19 727 000         |
| 6.     | Tělesné vztahy           | USA  | 18 000 000         |
| 7.     | Mechanický pomeranč      | USA  | 17 000 000         |
| 8.     | Klute                    | USA  | 14 075 000         |
| 9.     | Poslední představení     | USA  | 13 100 000         |
| 10.    | Bedknobs and Broomsticks | USA  | 11 426 000         |

## Ocenění

### Oscar
Nejlepší film: Francouzská spojka
Nejlepší režie: William Friedkin – Francouzská spojka
Nejlepší mužský herecký výkon: Gene Hackman – Francouzská spojka
Nejlepší ženský herecký výkon: Jane Fonda – Klute
Nejlepší mužský herecký výkon ve vedlejší roli: Ben Johnson – Poslední představení
Nejlepší ženský herecký výkon ve vedlejší roli: Cloris Leachman – Poslední představení
Nejlepší cizojazyčný film: Zahrada Finzi-Continiů (Il giardino dei Finzi-Contini), režie Vittorio de Sica, Itálie

### Zlatý Glóbus
Drama
Nejlepší film: Francouzská spojka
Nejlepší herec: Gene Hackman – Francouzská spojka
Nejlepší herečka: Jane Fonda – Klute
Muzikál nebo komedie
Nejlepší film: Šumař na střeše
Nejlepší herec: Chaim Topol – Šumař na střeše
Nejlepší herečka: Twiggy – The Boy Friend
Jiné
Nejlepší režie: William Friedkin – Francouzská spojka

### Další ceny
- Zlatá palma – Posel, režie Joseph Losey, Velká Británie

- Zlatý medvěd – Zahrada Finzi-Continiů (Il giardino dei Finzi-Contini), režie Vittorio de Sica, Itálie

## Narozeniny
- 2. ledna – Taye Diggs, herec
- 11. ledna – Mary J. Blige, hudebník
- 15. ledna – Regina Kingová, americká herečka
- 17. ledna – Kid Rock, hudebník
- 1. února – Michael C. Hall, herec
- 1. února – Jill Kelly, herečka
- 11. února – Damien Lewis, herec
- 15. února – Alex Borsteinová, herečka
- 17. února – Denise Richardsová, herečka
- 24. února – Stephen Petit, herec a hudebník
- 7. března – Peter Sarsgaard, herec
- 10. března – Jon Hamm, herec
- 13. března – Annabeth Gish, herečka
- 27. března – Nathan Fillion, herec
- 31. března – Ewan McGregor, herec
- 1. dubna – Method Man, herec a hudebník
- 12. dubna – Shannen Doherty, herečka
- 18. dubna – David Tennant, herec
- 14. května – Sofia Coppola , herečka, spisovatelka, a režisérka
- 27. května – Lisa Lopez, zpěvačka a herečka (zemřela 2002)
- 27. května – Paul Bettany, herec
- 4. června – Noah Wyle, herec
- 5. června – Mark Wahlberg, herec a hudebník
- 16. června – Tupac Shakur, herec a hudebník (zemřel 1996)
- 1. července – Missy Elliott, zpěvačka a herečka
- 16. července – Corey Feldman, herec
- 21. července – Charlotte Gainsbourgová, herečka
- 10. srpna – Justin Theroux, herec
- 29. srpna – Carla Gugino, herečka.
- 31. srpna – Chris Tucker, herec
- 16. září – Amy Poehlerová, herečka
- 18. září – Jada Pinkett Smith, herečka
- 21. září – Luke Wilson, herec
- 20. října – Snoop Dogg, hudebník a herec
- 29. října – Winona Ryder, herečka
- 25. listopadu – Christina Applegate, herečka
- 1. prosince – Emily Mortimerová, herečka
- 7. prosince – Chasy Lain, herečka
- 23. prosince – Corey Haim, herec (zemřel 2010)
- 26. prosince – Jared Leto, herec a hudebník

## Úmrtí
- 15. ledna – John Dall, herec
- 26. února – Fernandel, herec
- 8. března – Harold Lloyd, komik
- 15. března – Bebe Daniels, herečka
- 1. května – Glenda Farrell, herečka
- 27. května – Chips Rafferty, australský herec
- 28. května – Audie Murphy, herec
- 3. července – Jim Morrison, skladatel, básník, hudebník
- 6. července – Louis Armstrong, hudebník, herec
- 23. července – Van Heflin, herec
- 15. srpna – Paul Lukas, herec
- 7. září – Spring Byington, herečka
- 10. září – Pier Angeli, herečka
- 11. září – Bella Darvi, herečka
- 11. října – Chester Conklin, herec
- 26. října – Vincent Coleman, herec
- 17. listopadu – Gladys Cooper, herečka
- 13. prosince – Dita Parlo, herečka
- 18. prosince – Diana Lynn, herečka
- 28. prosince – Max Steiner, filmový skladatel
- 30. prosince – Dorothy Comingore, herečka
- 31. prosince – Pete Duel, herec (sebevražda)
- 31. prosince – Marin Sais, herečka

## Filmové debuty
- Daniel Day-Lewis
- Danny DeVito
- Morgan Freeman
- George Lucas
- John Ritter
- Steven Spielberg
- Jack Thompson